# Maria Teresa Mazzei Fabbricotti
Maria Teresa Mazzei Fabbricotti (Firenze, 4 novembre 1893 – Carrara, 1977) è stata una pittrice italiana.

## Biografia
Nata da una nobile famiglia ascritta al patriziato fiorentino a metà dell’Ottocento, è vissuta a Firenze nel palazzo di famiglia situato Oltrarno e nella zona del Chianti nel borgo di Fonterutoli, ancora oggi appartenente alla famiglia. In seguito risiedette a Carrara. 
Dall'età dell'adolescenza e fino alla vecchiaia scrisse un diario suddiviso in una molteplicità di piccoli quaderni: esso è la testimonianza insieme della sua vita di donna e degli avvenimenti che segnarono la prima metà del Novecento, compresa quella che oggi chiamiamo la "rivoluzione femminile". Dimostrò precocemente uno spirito critico, desiderando di capire situazioni e persone. Educata alla lettura, alla solidarietà sociale e alla spiritualità religiosa, manifestò presto una vocazione per la pittura. Nel primo decennio del ‘900 ebbe occasione di mostrare alcuni suoi disegni ad Adolfo De Carolis, noto pittore e incisore, che dette un parere positivo alle sue prime opere, con l’invito a studiare e approfondire. Ricevette poi una formazione artistica sotto la guida di Cesare Ciani pittore fra i preferiti di Giovanni Fattori. Si esercitò ritraendo familiari e conoscenti frequentando lo studio del pittore insieme a nobildonne fiorentine ed in seguito ricevette a casa lezioni dal maestro. Si appassionò molto ai ritratti di nobili ma anche di bambini di Fonterutoli. A Firenze studiò ispirandosi alla pittura dei grandi artisti anche con visite a Palazzo Pitti, agli Uffizi e a numerose esposizioni d’arte dalle quali traeva ispirazione. 
Agli inizi della prima guerra mondiale la sua attività artistica si ridusse, dedicandosi ad opere di assistenza sociale conseguenti al conflitto e al matrimonio con Carlo Fabbricotti, con cui ebbe 9 figli. Si trasferì a Carrara dove la famiglia Fabbricotti possedeva delle cave di marmo e una grande azienda per la sua lavorazione. Alternò l’aspirazione alla creatività, ricerca del bello e passione per l’arte con l’amore per la sua famiglia e il forte attaccamento alle sue origini. 
A partire dal 1920 avvenimenti quali la parabola finanziaria dell’azienda Fabbricotti in cui il marito Carlo era fortemente coinvolto (finita poi negli anni ’30 con la vera e propria rovina economica), l’avvento del fascismo e il deciso condizionamento operato su di lei dalla famiglia Fabbricotti segnarono duramente Maria Teresa. 
Solo dopo gli anni ’30, riprese la sua pittura rispondendo alla sua aspirazione artistica ma anche spinta dalla volontà, nella nuova situazione di difficoltà finanziaria, di dare un contributo alla famiglia con la sua produzione pittorica. Nel 1935 in una mostra al Lyceum fiorentino espose suoi acquarelli e tele ad olio, favorevolmente commentati da Ugo Ojetti, Seguirono mostre a Firenze e Carrara. Anche lo scultore Arturo Martini si interessò ai suoi acquerelli. 
La seconda guerra mondiale significò per lei gravi problemi legati al lavoro del marito poi richiamato alle armi, l’arruolamento del suo primogenito e poi la prigionia, le difficoltà finanziarie, accompagnate dal timore di perdere la villa di Montia di proprietà della famiglia Fabbricotti, Alla fine della guerra si trovò testimone di una importante transizione della società e avvenimenti come il decesso di 3 figli e del marito segnarono di nuovo la sua vita senza toglierle lo slancio verso la pittura che esercitò fino agli anni ’50.

## Mostre
- Personale, Lyceum Club di Firenze, 1935
- Collettiva del Sindacato interprovinciale Professionisti e Artisti, Firenze 1937
- Essere un'artista: Maria Teresa Fabbricotti, Carrara, Palazzo Binelli, 2016.